# 根底
| ウィキペディアには「根底」という見出しの百科事典記事はありません（タイトルに「根底」を含むページの一覧/「根底」で始まるページの一覧）。 代わりにウィクショナリーのページ「根底」が役に立つかもしれません。 |